# 福田悠太
福田 悠太（ふくだ ゆうた、1986年〈昭和61年〉11月15日 - ）は、日本のアイドル、歌手、俳優、タレント。男性アイドルグループ・ふぉ〜ゆ〜のメンバー。愛称は、福ちゃん。
東京都出身。STARTO ENTERTAINMENT所属。

## 来歴
1997年6月22日にジャニーズ事務所に入所し、ジャニーズJr.およびジャニーズJr.内ユニット・小KinKi、B.B.A.のメンバーとして活動。中学生の頃は何となく仕事があったが、高校生になると夏休みにある嵐のライブのバックダンサーが唯一の仕事だったという。高校3年の夏に嵐のライブのリハーサルを見ていたジャニー喜多川から「ユーたち、良いね」と声をかけられ、その後はM.A.D.のメンバーとして今井翼のツアーなどでバックダンサーを務めた。2011年からはM.A.Dから選抜された4人で結成されたふぉ〜ゆ〜のメンバーおよびリーダーとして主に舞台で活動している。
2018年、事務所に入所して20年、31歳で初めて舞台『DAY ZERO』で単独主演を務める。
2019年には同グループの辰巳雄大とつ〜ゆ〜を結成し、ジャニーズ初となるM-1グランプリ2019出場を果たし、3回戦まで進出した。
2024年3月9日、個人Instagramを開設。

## 人物
ふぉ〜ゆ〜の楽曲だけでなく、A.B.C-ZやCMソングの振付を手掛けることもある。
浅草で生まれ育ち、実家はパン屋を営んでいた。家族は、父母姉兄弟。家族からは、「ゆうちゃん」と呼ばれている。祖父とは地元を歩いていると間違えられるほど似ているという。
中学校時代は百人一首部に所属していた。立志舎高等学校出身（辰巳雄大と松崎祐介も同級生）。
趣味は読書で、2017年の正月ごろから急に読書に夢中になり、多い時には文庫本の小説を20冊読んでいる。2020年には好きな小説である『八日目の蟬』や『対岸の彼女』の作者である角田光代との対談も実現した。
スタジオジブリが好きで、『もののけ姫』のポスターを部屋に飾っている。

## 出演

### テレビドラマ
- 怖い日曜日〜新章〜 夢 黒マントの男の謎（1999年12月5日、日本テレビ）[25]
- 史上最悪のデート お姉さまと水着DEデート（2001年2月4日、日本テレビ）[26]
- 美男ですね（2011年7月 - 9月、TBS）
- 視覚探偵 日暮旅人 第3話（2017年2月5日、日本テレビ） - 川辺健也 役[7][27]
- 重要参考人探偵 第4話（2017年11月10日、テレビ朝日） - 黒井創 役[28]
- ミラー・ツインズ Season2（2019年6月8日 - 29日、WOWOW） - 新見広樹 役[6][29]
- 行列の女神〜らーめん才遊記〜 第8話（2020年6月8日、テレビ東京）- 下平進介 役[30]
- 逃亡医F 第8話・第9話（2022年3月5日・12日、日本テレビ） - 富樫賢治 役[31]
- GO HOME〜警視庁身元不明人相談室〜 第3話 -（2024年7月27日 - 、日本テレビ） - 小田切慎一 役[32]

### バラエティ
- ねばぎば!TOKIO（1998年、フジテレビ）[33]
- ミュージックジャンプ（1998年 - 2000年3月26日、NHKBS2）[34]
- 愛LOVEジュニア（ - 1998年9月28日、テレビ東京）[34]
- 愛ラブB.I.G.（1998年10月5日 - 1999年3月29日、テレビ東京）[34]
- Music-enta（2000年4月19日 - 2001年3月14日、テレビ朝日）[35]

### 舞台
- DAY ZERO（英語版）（2018年5月25日 - 27日、水戸芸術館ACM劇場/ 5月31日 - 6月24日、DDD青山クロスシアター / 6月26日、刈谷市総合文化センターアイリス / 6月28日 - 29日、サンケイホールブリーゼ） - 主演：ジョージ・リフキン 役[36][37]
- 阿呆浪士（2020年1月8日 - 24日、新国立劇場中劇場 / 1月31日 - 2月2日森ノ宮ピロティホール） - 田中貞四郎 役[38]
- 悪魔の毒毒モンスター（2020年3月16日 - 25日[注 2]、よみうり大手町ホール / 4月3日 - 5日、松下IMPホール） - 主演・メルビン 役[41]
  - 悪魔の毒毒モンスターREBORN（2023年1月14日 - 22日、EX THEATER ROPPONGI/ 27日 - 29日、サンケイホールブリーゼ） - 主演・メルビン 役[42]
- フラッシュダンス（2020年9月12日 - 26日、日本青年館ホール / 10月3日・4日、日本特殊陶業市民会館ビレッジホール / 10月8日 - 11日、梅田芸術劇場シアタードラマシティ） - ジミー 役[43]
- 優秀病棟 素通り科（2021年1月20日 - 27日、本多劇場） - 主演・飯塚哲人 役[44][45]
- ダブル・トラブル（2021年5月2日〔プレビュー公演〕、志木市民会館パルシティ / 5月12日 - 30日、よみうり大手町ホール）[注 3] - 主演（辰巳雄大とW主演[47]）※原田優一・太田基裕とのWチーム制[48]
- UNDERSTUDY／アンダースタディ（2021年8月18日 - 29日、東京芸術劇場シアターウエスト / 9月11日、松下IMPホール） - 主演・ハリー 役[49]
- 朗読劇『手紙』（2021年9月16日 - 19日、紀伊國屋サザンシアター TAKASHIMAYA）[50] - 武島剛志 役[51]
- パルコ・プロデュース 2022「腹黒弁天町」（2022年2月12日[注 4] - 20日、紀伊國屋ホール / 2月22日・23日、松下IMPホール） - 主演・財前涼太 役（辰巳雄大とW主演）[54]
- ボーイング・ボーイング（2022年5月14日 - 29日、東京自由劇場 / 6月3日 - 5日、京都劇場） - 主演・ロベール 役[55][56]
- 女の友情と筋肉 THE MUSICAL（2022年9月16日 - 25日、品川プリンスホテル ステラボール / 10月1日・2日、COOL JAPAN PARK OSAKA TTホール） - 主演・村上イオリ 役[57][58]
  - 女の友情と筋肉 THE MUSICAL -幸せの上腕二頭筋-（2024年5月17日、なかのZERO 大ホール / 5月25日・26日、森ノ宮ピロティホール / 5月30日 - 6月9日、品川プリンスホテル ステラボール） - 主演・村上イオリ 役[59][60]
- 午前0時のラジオ局（2023年3月2日 - 12日、博品館劇場 / 3月17日 - 19日、松下IMPホール / 3月21日・22日、長崎市民会館） - 主演・蓮池陽一 役（浜中文一とW主演）[61]
  - 午前0時のラジオ局-満月のSAGA-（2025年5月29日 - 6月10日、博品館劇場 / 6月13日 - 15日、佐賀市文化会館 中ホール）[62]
- ウィングレス（wingless）-翼を持たぬ天使-（2023年5月1日 - 21日、紀伊國屋サザンシアター TAKASHIMAYA / 5月27日・28日、梅田芸術劇場 シアター・ドラマシティ） - 主演・元天使 榊原一郎 役[63][64]
- 銀河鉄道の父（2023年9月9日 - 16日、自由劇場） - 宮沢賢治 役[65]
- NIKKATSU×LEGENDSTAGE CINEMATIC STAGE『東京流れ者』（2024年3月30日 - 31日、京都劇場 / 4月10日 - 15日、シアター1010） - 主演・本堂哲也 役[66]
- The Show!「マレーネ・ディートリヒ」（2025年9月19日 - 25日予定、I'M A SHOW / 9月27日予定、森ノ宮ピロティホール / 9月28日予定、兵庫県立芸術文化センター阪急中ホール / 9月30日予定、福岡市民ホール中ホール）[67]
- 梅棒 20th Breakdown「FINAL JACKET」（2025年11月13日〈予定〉、サンシャイン劇場）[68]

### コンサート
- ジャニーズJr.1stコンサート（1998年2月1日・11日・15日、名古屋センチュリーホール・横浜アリーナ・大阪城ホール）[34]
- Johnny's Summer Concert（1998年7月29日 - 8月31日、横浜アリーナ・大阪城ホール・名古屋レインボーホール）[34]
- Johnny's Winter Concert（1998年12月27日 - 1999年1月6日、横浜アリーナ・大阪城ホール）[34]
- ジャニーズJr.特急〈10・9〉投球〈10・9〉コンサート 10月9日東京ドームに大集合!!（1999年10月9日、東京ドーム）[25]
- ジャニーズJr. Spring Concert 2000（2000年4月3日 - 5月7日、横浜アリーナ・大阪城ホール・名古屋レインボーホール）[35]
- ジャニーズJr. 〈東・阪・名〉3大ドームコンサート（2000年9月3日 - 10月15日、東京ドーム・大阪ドーム・ナゴヤドーム）[35]
- ジャニーズJr. Concert タッキー&翼 21世紀の対決（2001年5月3日 - 6月3日、横浜アリーナ・大阪城ホール・名古屋レインボーホール）[26]
- Johnny's Jr. Concert タッキー&翼 ジャニーズJr.総出演！（2002年3月29日 - 5月6日、横浜アリーナ・大阪城ホール・名古屋レインボーホール）[69]

### イベント
- 第80回全国高等学校野球選手権記念大会 プレイベント（1998年8月6日、阪神甲子園球場）[34]

## 振付
ふぉ〜ゆ〜
- Scandalous
- Everything 4 You
- そばにBuddy
- わがまま（越岡裕貴との共作）

A.B.C-Z
- Lily-White
- Future Light（Music Clip）

生田斗真 with ふぉ〜ゆ〜
- CHICKEN No.2↑↑